# Seznam evroposlancev iz Avstrije (1999–2004)
Seznam evroposlancev iz Avstrije' v mandatu 1999-2004.

## Seznam
- Maria Berger (Stranka evropskih socialistov)
- Herbert Bösch (Stranka evropskih socialistov)
- Mercedes Echerer (Skupina Zelenih-Evropska svobodna zveza)
- Harald Ettl (Stranka evropskih socialistov)
- Marialiese Flemming (Evropska ljudska stranka - Evropski demokrati)
- Gerhard Hager (Neodvisni)
- Wolfgang Ilgenfritz (Neodvisni)
- Othmar Karas (Evropska ljudska stranka - Evropski demokrati)
- Hans Kronberger (Neodvisni)
- Hans-Peter Martin (Stranka evropskih socialistov)
- Hubert Pirker (Evropska ljudska stranka - Evropski demokrati)
- Christa Prets (Stranka evropskih socialistov)
- Reinhard Rack (Evropska ljudska stranka - Evropski demokrati)
- Daniela Raschhofer (Neodvisni)
- Paul Rübig (Evropska ljudska stranka - Evropski demokrati)
- Karin Scheele (Stranka evropskih socialistov)
- Agnes Schierhuber (Evropska ljudska stranka - Evropski demokrati)
- Peter Sichrovsky (Neodvisni)
- Ursula Stenzel (Evropska ljudska stranka - Evropski demokrati)
- Hannes Swoboda (Stranka evropskih socialistov)
- Johannes Voggenhuber (Skupina Zelenih-Evropska svobodna zveza)